# Makana Football Association
La Makana Football Association è stata la federazione calcistica che organizzò dal 1966 al 1973 i campionati di calcio fra i prigionieri di Robben Island.
In precedenza il calcio era vietato, finché nel dicembre 1964 i prigionieri non ottennero di poter giocare ogni sabato. La federazione aderiva pienamente alle regole del gioco del calcio: il manuale pubblicato dalla FIFA era uno dei pochi libri disponibili nella biblioteca del carcere.
Ad un certo punto, la federazione organizzava tre divisioni con nove società coinvolte, alcune delle quali presentavano più squadre. L'organizzazione riuscì a superare le divisioni politiche dei detenuti fra ANC e PAC, coinvolgendo più della metà dei detenuti. Ad alcuni di essi, tuttavia, non solo non era permesso partecipare ma neppure solo assistere agli incontri: fra questi, Nelson Mandela, Walter Sisulu e Ahmed Kathrada.
La Makana Football Association divenne membro onorario della FIFA nel 2007, in occasione dell'ottantanovesimo compleanno di Mandela. Nello stesso anno il film More than just a game raccontò la storia della federazione, e da questa fu tratto nel 2009 l'omonimo libro, ad opera di Chuck Korr e Marvin Close.
Il Presidente sudafricano Jacob Zuma fu arbitro della federazione, e tra le altre personalità coinvolte si ricordano Steve Tshwete, Dikgang Moseneke, e Tokyo Sexwale.